# Julian Critchley
Sir Julian Michael Gordon Critchley (* 9. Dezember 1930 in Islington, London; † 9. September 2000) war ein britischer Politiker der Conservative Party. Er gehörte von 1959 bis 1964 und von 1970 bis 1997 dem House of Commons an.

## Familie und Ausbildung
Geboren wurde Critchley als einer von zwei Söhnen des Neurologen Macdonald Critchley und dessen erster Frau Edna Morris. Er wuchs im Londoner Stadtteil Swiss Cottage und in der Grafschaft Shropshire auf. Er besuchte die Grundschule in Church Stretton und wechselte später auf die Shrewsbury School. Sein Abitur legte er London ab. Nach Abschluss seiner Schulbildung wurde er wegen einer Polioerkrankung, die er sich als Jugendlicher zugezogen hatte, nicht zum Wehrdienst herangezogen. Critchley verbrachte zunächst ein Jahr an der Sorbonne in Paris, bevor er 1951 das Studium am Pembroke College der Universität Oxford aufnahm. Aufgrund seiner politischen Ansichten wurde ihm dort zunächst die Mitgliedschaft in der Oxford University Conservative Association versagt, sodass er gemeinsam mit Michael Heseltine, mit dem er seit seiner Schulzeit befreundet war, eine eigene Studentenverbindung gründete. 1953 wurde Critchley dann doch von der Conservative Association aufgenommen. Ab 1955 war er mit Paula Baron verheiratet, mit der er zwei Töchter hatte. Die Ehe wurde 1965 geschieden. Im selben Jahr heiratete er Heather Goodrick. Aus der Ehe ging ein Sohn hervor. Nachdem sich das Ehepaar getrennt hatte, lebte Critchley ab 1992 mit seiner Jugendliebe Prue Bellak zusammen.

## Beruflicher Werdegang
Nach Abschluss seines Studiums arbeitete Critchley zunächst für ein Marketingunternehmen, bevor er 1959 einen Sitz im House of Commons errang. Zwischen 1964 und 1970, als er nicht Abgeordneter war, war er vor allem journalistisch tätig. In dieser Zeit arbeitete er unter anderem als Fernsehkritiker für die Zeitung The Times. Daneben schrieb er regelmäßig Restaurantkritiken für den Daily Telegraph.

## Politische Karriere
Ab Mitte der 1950er-Jahre engagierte sich Critchley bei den Young Conservatives, der Jugendorganisation der Conservative Party. Bei den Unterhauswahlen 1959 trat er im Wahlkreis Rochester and Chatham als Kandidat der Conservative Party an. Dabei setzte er sich mit einem knappen Vorsprung von nur 1.023 Stimmen oder knapp 2 % gegen den Amtsinhaber Arthur Bottomley durch. In seiner ersten Amtszeit fiel er schon bald durch seine Unabhängigkeit von der Linie seiner Partei und die Arbeit über die Parteigrenzen hinweg auf. So setzte er sich gemeinsam mit Fenner Brockway für ein Gesetz gegen Rassendiskriminierung ein. Auch kämpfte er für die Rechte von Schwulen und Lesben und war gegen die Todesstrafe. Auch innerparteilich ging er immer wieder auf Abstand zur Parteiführung. Bei den Unterhauswahlen 1964 unterlag er knapp gegen Anne Kerr von der Labour Party. Zwar trat er auch bei den Unterhauswahlen 1966 an, konnte sich aber wieder nicht gegen Kerr durchsetzen. Bei den Unterhauswahlen 1970 stellte ihn seine Partei relativ kurzfristig als Kandidaten für den Wahlkreis Aldershot auf. Dort konnte er sich als Nachfolger seines Parteifreundes Eric Errington deutlich gegen seine Mitkandidaten durchsetzen. Seinen Sitz konnte er bis zu seinem Ruhestand 1997 verteidigen und das, obwohl er wegen seiner Polio-Erkrankung ab Anfang der 1990er-Jahr erheblich in seiner Mobilität eingeschränkt war. Darüber hinaus wurde bei Critchley bereits 1992 Prostatakrebs diagnostiziert.

## Leben nach der Politik
Nachdem er sich 1997 aus dem politischen Leben zurückgezogen hatte, ließ sich Critchley in Ludlow nieder. Bei der Europawahl 1999 setzte er sich für die europafreundliche Pro-Euro Conservative Party, eine Abspaltung von der Conservative Party, ein. Daraufhin wurde er aus der Conservative Party ausgeschlossen. Nachdem Anfang 2000 bei Critchley ein Knochen- sowie ein Gehirntumor diagnostiziert wurden, verstarb er am 9. September 2000 und wurde auf dem Friedhof von Wistanstow beigesetzt.

## Veröffentlichungen (Auswahl)
- Westminster Blues, London 1981
- The Palace of Varieties, London 1983
- Heseltine - The Unauthorised Biography, London 1987, ISBN 0-233-98001-6
- A Bag of Boiled Sweets, London 1994, ISBN 0-571-17496-5 (Autobiographie)